# Kevin Lee
Kevin Jesse Lee Jr. (Grand Rapids, 4 settembre 1992) è un artista marziale misto statunitense.
Combatte nella divisione dei pesi leggeri per l'organizzazione statunitense UFC.

## Biografia
Kevin Lee è nato a Grand Rapids, nel Michigan, ma è cresciuto a Detroit. Sin da piccolo ha giocato a basket mentre ha cominciato con la lotta libera una volta giunto alle superiori, la Southfield High School. Alla Grand Valley State University è riuscito a qualificarsi per il torneo nazionale, ma in seguito decide di lasciare gli studi per perseguire una carriera da lottatore di arti marziali miste. 

## Caratteristiche tecniche
Lee è un lottatore che predilige il combattimento a terra, dove fa sfoggio del suo ottimo background nella lotta libera esibendo un ampio bagaglio di mosse di sottomissione.

## Carriera nelle arti marziali miste

### Inizi
Sulla scia di una carriera amatoriale da imbattuto, Lee è diventato un professionista nel 2012.

### Ultimate Fighting Championship
Con un invidiabile record di 7-0, Kevin Lee viene messo sotto contratto con la UFC nel dicembre 2013, ma il primo febbraio 2014 perde al debutto contro Al Iaquinta per decisione unanime all'evento UFC 169. 
Successivamente, tra il 2014 e il 2015, inanella una serie di quattro vittorie prima di venire sconfitto per KO da Leonardo Santos a UFC 194 il 12 dicembre 2015.
Tra il 2016 e il 2017 mette in piedi una striscia di cinque vittorie consecutive, due delle quali gli fruttano il premio Performance of the Night, e per questo viene scelto come sfidante del numero due della divisione dei pesi leggeri Tony Ferguson per UFC 216 il 7 ottobre con in palio il titolo dei pesi leggeri ad interim: all'evento, tuttavia, viene sconfitto per sottomissione.
Torna alla vittoria il 21 aprile battendo per KO tecnico Edson Barboza (sebbene Lee avesse superato il limite di peso) mentre il 15 dicembre 2018 viene sconfitto per la seconda volta in carriera da Al Iaquinta per decisione unanime.
Decide quindi di salire di categoria e passare ai pesi welter, ma il debutto nella nuova divisione si rivela amaro: viene infatti sconfitto per sottomissione il 18 maggio 2019 dall'ex campione dei pesi leggeri Rafael dos Anjos.

## Risultati nelle arti marziali miste
| Risultato | Record | Avversario         | Metodo                                | Evento                                                    | Data              | Round | Tempo | Città                      | Note                                                            |
| --------- | ------ | ------------------ | ------------------------------------- | --------------------------------------------------------- | ----------------- | ----- | ----- | -------------------------- | --------------------------------------------------------------- |
| Vittoria  | 19-7   | Diego Sanchez      | Decisione (unanime)                   | Eagle FC 46                                               | 11 marzo 2022     | 3     | 3:00  | Miami, Stati Uniti         |                                                                 |
| Sconfitta | 18-7   | Daniel Rodriguez   | Decisione (unanime)                   | UFC on ESPN: Barboza vs. Chikadze                         | 28 agosto 2021    | 3     | 5:00  | Las Vegas, Stati Uniti     |                                                                 |
| Sconfitta | 18-6   | Charles Oliveira   | Sottomissione (guillotine choke)      | UFC Fight Night: Lee vs. Oliveira                         | 14 marzo 2020     | 3     | 0:28  | Brasilia, Brasile          | Incontro catchweight (158.6 lbs)                                |
| Vittoria  | 18-5   | Gregor Gillespie   | KO (calcio alla testa)                | UFC 244: Masvidal vs. Diaz                                | 2 novembre 2019   | 1     | 2:47  | New York, Stati Uniti      | Performance of the Night                                        |
| Sconfitta | 17-5   | Rafael dos Anjos   | Sottomissione (triangolo di braccio)  | UFC Fight Night: dos Anjos vs. Lee                        | 18 maggio 2019    | 4     | 3:47  | Rochester, Stati Uniti     | Passa ai pesi welter                                            |
| Sconfitta | 17-4   | Al Iaquinta        | Decisione (unanime)                   | UFC on Fox: Lee vs. Iaquinta 2                            | 15 dicembre 2018  | 5     | 5:00  | Milwaukee, Stati Uniti     |                                                                 |
| Vittoria  | 17-3   | Edson Barboza      | KO Tecnico (stop medico)              | UFC Fight Night: Barboza vs. Lee                          | 21 aprile 2018    | 5     | 2:18  | Atlantic City, Stati Uniti | Incontro catchweight (157 libbre)                               |
| Sconfitta | 16-3   | Tony Ferguson      | Sottomissione (triangolo)             | UFC 216: Ferguson vs. Lee                                 | 7 ottobre 2017    | 3     | 4:02  | Paradise, Stati Uniti      | Per il titolo dei pesi leggeri UFC ad interim                   |
| Vittoria  | 16-2   | Michael Chiesa     | Sottomissione (rear-naked choke)      | UFC Fight Night: Chiesa vs. Lee                           | 25 giugno 2017    | 1     | 4:37  | Oklahoma City, Stati Uniti | Performance of the Night                                        |
| Vittoria  | 15-2   | Francisco Trinaldo | Sottomissione (rear-naked choke)      | UFC Fight Night: Belfort vs. Gastelum                     | 11 marzo 2017     | 2     | 3:12  | Fortaleza, Brasile         |                                                                 |
| Vittoria  | 14-2   | Magomed Mustafaev  | Sottomissione (rear-naked choke)      | UFC Fight Night: Mousasi vs. Hall 2                       | 19 novembre 2016  | 2     | 4:31  | Belfast, Irlanda del Nord  | Performance of the Night                                        |
| Vittoria  | 13-2   | Jake Matthews      | KO tecnico (pugni)                    | The Ultimate Fighter: Team Joanna vs. Team Claudia Finale | 8 luglio 2016     | 1     | 4:06  | Las Vegas, Stati Uniti     |                                                                 |
| Vittoria  | 12-2   | Efrain Escudero    | Decisione (unanime)                   | UFC 197                                                   | 23 aprile 2016    | 3     | 5:00  | Las Vegas, Stati Uniti     |                                                                 |
| Sconfitta | 11-2   | Leonardo Santos    | KO tecnico (pugni)                    | UFC 194                                                   | 12 dicembre 2015  | 1     | 3:26  | Las Vegas, Stati Uniti     |                                                                 |
| Vittoria  | 11-1   | James Moontasri    | Sottomissione (rear-naked choke)      | UFC Fight Night: Mir vs. Duffee                           | 15 luglio 2015    | 1     | 2:56  | San Diego, Stati Uniti     |                                                                 |
| Vittoria  | 10-1   | Michel Prazeres    | Decisione (unanime)                   | UFC Fight Night: Henderson vs. Thatch                     | 14 febbraio 2015  | 3     | 5:00  | Broomfield, Stati Uniti    |                                                                 |
| Vittoria  | 9-1    | Jon Tuck           | Decisione (unanime)                   | UFC 178                                                   | 27 settembre 2014 | 3     | 5:00  | Las Vegas, Stati Uniti     | Tuck subì la decurtazione di un punto per un calcio all'inguine |
| Vittoria  | 8-1    | Jesse Ronson       | Decisione (non unanime)               | The Ultimate Fighter: Team Edgar vs. Team Penn Finale     | 6 giugno 2014     | 3     | 5:00  | Las Vegas, Stati Uniti     |                                                                 |
| Sconfitta | 7-1    | Al Iaquinta        | Decisione (unanime)                   | UFC 169                                                   | 1 febbraio 2014   | 3     | 5:00  | Newark, Stati Uniti        | Debutto in UFC                                                  |
| Vittoria  | 7-0    | Eric Moon          | Sottomissione (ghigliottina in piedi) | TWC 20: Final Cut                                         | 16 novembre 2013  | 1     | 1:24  | Lansing, Stati Uniti       | Vince il titolo dei pesi leggeri TWC                            |
| Vittoria  | 6-0    | Travis Gervais     | Sottomissione (armbar)                | Canadian Fighting Championship 8                          | 13 settembre 2013 | 1     | 0:46  | Winnipeg, Canada           |                                                                 |
| Vittoria  | 5-0    | Joseph Lile        | Sottomissione (rear-naked choke)      | Midwest Fight Series 5                                    | 19 luglio 2013    | 3     | 1:29  | Indianapolis, Stati Uniti  |                                                                 |
| Vittoria  | 4-0    | Kyle Prepolec      | Sottomissione (ghigliottina)          | Michiana Fight League                                     | 13 aprile 2013    | 2     | 2:17  | South Bend, Stati Uniti    |                                                                 |
| Vittoria  | 3-0    | J.P. Reese         | Decisione (unanime)                   | IFL 51: No Guts, No Glory                                 | 17 novembre 2012  | 3     | 5:00  | Auburn Hills, Stati Uniti  |                                                                 |
| Vittoria  | 2-0    | Mansour Barnaoui   | Decisione (unanime)                   | Instict MMA: Instict Fighting 4                           | 29 giugno 2012    | 3     | 5:00  | Montréal, Canada           |                                                                 |
| Vittoria  | 1-0    | Levis Labrie       | Decisione (unanime)                   | Instict MMA: Instict Fighting 3                           | 31 marzo 2012     | 3     | 5:00  | Sherbrooke, Canada         |                                                                 |